# 蒙斯 (加尔省)
蒙斯（法語：Mons，法語發音：[mɔ̃s] ⓘ）是法国加尔省的一个市镇，属于阿莱斯区。

## 地理
蒙斯（44°6'53"N, 4°10'27"E）面积15.94 平方千米，位于法国奧克西塔尼大區加尔省，该省份为法国南部沿海省份，南端濒地中海，北起顺时针与阿尔代什省、沃克吕兹省、罗讷河口省、埃罗省、阿韦龙省和洛泽尔省接壤。
与蒙斯接壤的市镇（或旧市镇、城区）包括：梅雅讷莱萨莱斯、蒙泰伊、莱普朗、圣瑞斯特和瓦基耶尔、圣普里瓦德维约、萨兰德尔、塞尔瓦。
蒙斯的时区为UTC+01:00、UTC+02:00（夏令时）。

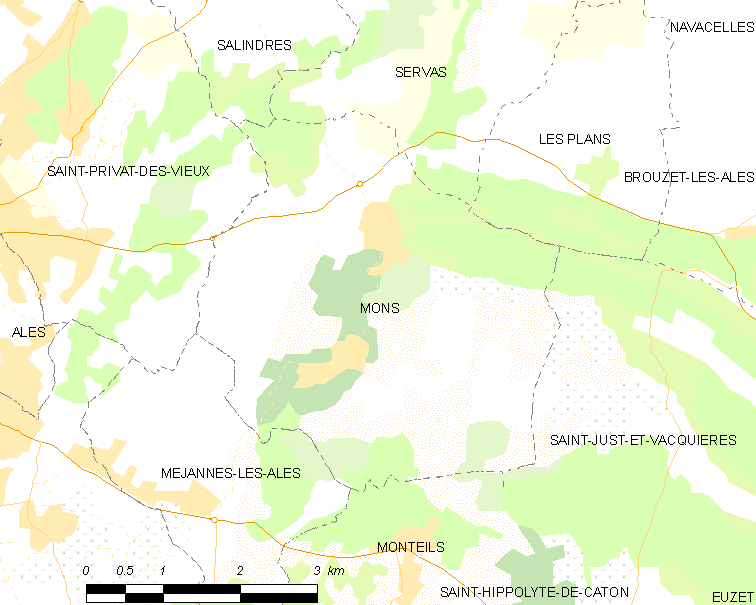
蒙斯的OSM定位图

## 行政
蒙斯的邮政编码为30340，INSEE市镇编码为30173。

## 政治
蒙斯所属的省级选区为阿莱斯第二县。

## 人口

1962-2008年间蒙斯人口变化图示

蒙斯于2022年1月1日时的人口数量为1789人。